# Муссо, Луиджи
Луи́джи Му́ссо (итал. Luigi Musso) — итальянский автогонщик, пилот Формулы-1 (1953—1958), победитель Targa Florio 1958 года, а также пилот 24 часов Ле-Мана (1955—1958) и Champ Car (1958).

## Targa Florio
| Год  | Место | Команда                   | Автомобиль                    | Класс   |
| ---- | ----- | ------------------------- | ----------------------------- | ------- |
| 1950 | 10    | —                         | Ferrari 166MM                 | —       |
| 1951 | HC    | —                         | Ferrari 166MM                 | —       |
| 1953 | 11    | —                         | Maserati                      | —       |
| 1954 | 2     | —                         | Maserati A6GCS/53             | —       |
| 1955 | Cxoд  | Officine Alfieri Maserati | Maserati 300 S                | SC 2000 |
| 1958 | 1     | Scuderia Ferrari          | Ferrari 250 TR58 (Scaglietti) | S 3000  |

## Формула-1

### Maserati
Пилот гоночной серии Targa Florio был взят в команду Maserati. Он участвовал только в финальном Гран-при сезона в Монце. Луиджи проехал половину дистанции, взяв автомобиль Серджо Мантовани. Он финишировал вне очков — на 7-м месте.
Следующий сезон также не был полным. Муссо участвовал в аргентинском, итальянском и испанском Гран-при, где взял первые очки, финишировав вторым. В сезоне он занял 8-е место.
В 1955 сезоне Луиджи Муссо был десятым, взяв очки в Голландии (3-е место) и в Великобритании (5-е место).

### Ferrari
Перейдя в Ferrari, Муссо сразу же одержал свою единственную победу в Аргентине (эта победа была разделена с Фанхио — по ходу гонки Муссо отдал машину Фанхио, при этом получив взамен машину Фанхио, на которой он, правда, не завершил ни одного полного круга). Но это были единственные очки в чемпионате, а из-за того, что его очки за аргентинское Гран-при были поделены пополам между ним и Фанхио, в чемпионате 1956 года Муссо был только 11-м.
Зато в 1957 сезоне, трижды приехав в очки (два вторых и четвёртое место), Луиджи стал третьим, проиграв только Фанхио и Моссу.
1958 сезон итальянец начал хорошо (два вторых места в первых двух Гран-при), но в следующих Гран-при не набрал очков, а на Гран-при Франции разбился насмерть.

### Полная таблица результатов
| Легенда к таблице |                                                                    |
| --- | ------------------------------------------------------------------ |
| В таблице перечислены результаты всех Гран-при Формулы-1, в которых принимал участие гонщик. Строками таблицы являются сезоны, столбцами — этапы чемпионата мира. В каждой клетке указаны сокращённое название этапа и результат, дополнительно обозначенный цветом. Расшифровка обозначений и цветов представлена в нижеследующей таблице. |                                                                    |
| \| Пример \| Описание \| \| ------------ \| ------------------------------------------------------------------ \| \| 1 \| Победитель \| \| 2 \| Второе место \| \| 3 \| Третье место \| \| 5 \| Финишировал, заработав очки \| \| Сход \| Не финишировал, но при этом заработал очки \| \| 12 \| Финишировал, не получив очков \| \| НКЛ \| Финишировал, но не попал в финальную классификацию \| \| 15 \| Участвовал вне зачёта, либо по отдельной классификации \| \| 18 \| Не финишировал, но попал в финальную классификацию \| \| Сход \| Не финишировал \| \| НКВ \| Не прошёл квалификацию \| \| НПКВ \| Не прошёл предквалификацию \| \| ДСК \| Дисквалифицирован \| \| ИСК \| Исключён из протокола соревнований \| \| ТТ \| Заявлен для участия только в тренировках \| \| НС \| Участвовал в квалификации, но не стартовал в гонке \| \| Т \| Травмирован или болен \| \| ОТК \| Отказ от участия \| \| НТР \| Прибыл на соревнования, но на трассу не выезжал \| \| НПР \| Был заявлен в числе участников, но не прибыл к началу соревнований \| \| О \| Соревнования отменены \| \| \| Не участвовал \| \| Поул-позиция \| \| \| Быстрый круг \| \| |                                                                    |
| Пример | Описание                                                           |
| 1 | Победитель                                                         |
| 2 | Второе место                                                       |
| 3 | Третье место                                                       |
| 5 | Финишировал, заработав очки                                        |
| Сход | Не финишировал, но при этом заработал очки                         |
| 12 | Финишировал, не получив очков                                      |
| НКЛ | Финишировал, но не попал в финальную классификацию                 |
| 15 | Участвовал вне зачёта, либо по отдельной классификации             |
| 18 | Не финишировал, но попал в финальную классификацию                 |
| Сход | Не финишировал                                                     |
| НКВ | Не прошёл квалификацию                                             |
| НПКВ | Не прошёл предквалификацию                                         |
| ДСК | Дисквалифицирован                                                  |
| ИСК | Исключён из протокола соревнований                                 |
| ТТ | Заявлен для участия только в тренировках                           |
| НС | Участвовал в квалификации, но не стартовал в гонке                 |
| Т | Травмирован или болен                                              |
| ОТК | Отказ от участия                                                   |
| НТР | Прибыл на соревнования, но на трассу не выезжал                    |
| НПР | Был заявлен в числе участников, но не прибыл к началу соревнований |
| О | Соревнования отменены                                              |
| | Не участвовал                                                      |
| Поул-позиция |                                                                    |
| Быстрый круг |                                                                    |

| Сезон | Команда                   | Шасси               | Двигатель                  | Ш | 1        | 2        | 3     | 4     | 5        | 6        | 7        | 8        | 9     | 10  | 11  | Место | Очки |
| ----- | ------------------------- | ------------------- | -------------------------- | - | -------- | -------- | ----- | ----- | -------- | -------- | -------- | -------- | ----- | --- | --- | ----- | ---- |
| 1953  | Officine Alfieri Maserati | Maserati A6GCM      | Maserati A6 2,0 L6         | P | АРГ      | 500      | НИД   | БЕЛ   | ФРА      | ВЕЛ      | ГЕР      | ШВА      | ИТА 7 |     |     | —     | 0    |
| 1954  | Officine Alfieri Maserati | Maserati A6GCM      | Maserati 250F 2,5 L6       | P | АРГ НС   | 500      | БЕЛ   | ФРА   | ВЕЛ      | ГЕР      | ШВА      |          |       |     |     | 8     | 6    |
| 1954  | Officine Alfieri Maserati | Maserati 250F       | Maserati 250F 2,5 L6       | P |          |          |       |       |          |          |          | ИТА Сход | ИСП 2 |     |     | 8     | 6    |
| 1955  | Officine Alfieri Maserati | Maserati 250F       | Maserati 250F 2,5 L6       | P | АРГ 7    | МОН Сход | 500   | БЕЛ 7 | НИД 3    | ВЕЛ 5    | ИТА Сход |          |       |     |     | 10    | 6    |
| 1956  | Scuderia Ferrari          | Lancia Ferrari D50  | Lancia Ferrari DS50 2,5 V8 | Е | АРГ 1    | МОН Сход | 500   | БЕЛ   | ФРА      | ВЕЛ      | ГЕР Сход | ИТА Сход |       |     |     | 11    | 4    |
| 1957  | Scuderia Ferrari          | Lancia Ferrari D50A | Lancia Ferrari DS50 2,5 V8 | Е | АРГ Сход | МОН      | 500   |       |          |          |          |          |       |     |     | 3     | 16   |
| 1957  | Scuderia Ferrari          | Lancia Ferrari 801  | Lancia Ferrari DS50 2,5 V8 | Е |          |          |       | ФРА 2 | ВЕЛ 2    | ГЕР 4    | ПЕС Сход | ИТА 8    |       |     |     | 3     | 16   |
| 1958  | Scuderia Ferrari          | Ferrari Dino 246    | Ferrari 143 2,4 V6         | Е | АРГ 2    | МОН 2    | НИД 7 | 500   | БЕЛ Сход | ФРА Сход | ВЕЛ      | ГЕР      | ПОР   | ИТА | МАР | 8     | 12   |

## 24 часа Ле-Мана
| Год  | Место | Команда                   | Автомобиль             | Класс  |
| ---- | ----- | ------------------------- | ---------------------- | ------ |
| 1955 | Сход  | Officine Alfieri Maserati | Maserati 300 S         | S 3.0  |
| 1956 | HC    | Scuderia Ferrari          | Ferrari 625 LM Touring | S 3.0  |
| 1957 | Сход  | Scuderia Ferrari          | Ferrari 335 S          | S 5000 |
| 1958 | HC    | Scuderia Ferrari          | Ferrari 250 TR58       | S 3000 |